# Mesylat
Trong hóa học, mesylat là các hợp chất muối hoặc este của acid methanesulfonic (CH3SO3H) hoặc CSO3H4Trong muối, mesylate đóng vai trò như một anion CH3SO3−. Theo phiên âm quốc tế, mesylate có tên đúng là mesilat (ví dụ như imatinib mesilat, muối mesilat của imatinib)
Mesylate este là một nhóm các hợp chất hữu cơ có chung một nhóm chức với cấu trúc tổng quát là CH3SO2O–R, viết tắt là MsO-R, trong đó R là một nhóm chức hữu cơ. Mesylate là một nhóm các chất cho electron (chất oxy hóa) trong các phản ứng thay thế nucleophin.

## Điều chế
Mesylat thường được điều chế từ ethanol và methanesulfonyl chloride với sự hiện diện của base, như triethylamine.

## Mesyl
Mesyl là nhóm chức liên quan của Mesylat, viết tắt cho nhóm chức methanesulfonyl hoặc CH3SO2 (Ms). Ví dụ, metansulfonyl chloride thường được gọi là mesyl chloride. Trong khi các mesylat thường không bền vững về mặt thủy phân, các nhóm mesyl, khi liên kết với nitơ thì có đặc tính thủy phân mạnh mẽ hơn. Nhóm chức năng này xuất hiện trong nhiều loại thuốc, đặc biệt là thuốc liên quan đến bệnh tim (tức là thuốc chống loạn nhịp tim). Ví dụ như sotalol, ibutilide, sematilide, dronedaron, dofetilide, E-4031 và bitopertin.

## Trong tự nhiên
Một mẫu đá từ Nam Cực đã được tìm thấy có chứa một lượng nhỏ magie methanesulfonate dodecahydrate, được công nhận là khoáng chất ernstburkeite. Đây là một loại khoáng chất rất hiếm gặp trên thế giới.